# Pas på ryggen, professor!
Pas på ryggen, professor! er en dansk filmkomedie fra 1977, skrevet og instrueret af Jens Okking efter en roman af Orla Johansen.
Det var Jens Okkings første og sidste forsøg som filminstruktør. Han medvirker også selv i en lille rolle som tankpasser.

## Handling
Om en professor i slavisk filologi en lidt verdensfjern men omsværmet ungkarl der rodes ind i en indviklet spionageaffære og på grund af absurde misforståelser gør skandale blandt borgerskabet. Han forveksles med sin fætter drikkes fuld af sovjetiske agenter og får et kort med militære hemmeligheder tatoveret på ryggen. Heldigvis får han hjælp fra en gæv pige og hendes ukonventionelle far.

## Medvirkende
- Ulf Pilgaard
- Lisbet Lundquist
- Brigitte Kolerus
- Bjørn Puggaard-Müller
- Lily Broberg
- Jørgen Buckhøj
- Helle Virkner
- Ove Verner Hansen
- Karl Stegger
- Henning Palner
- Kirsten Walther
- Poul Reichhardt
- Vera Gebuhr
- Ghita Nørby
- Karen Lykkehus
- Michael Lindvad
- Gerda Gilboe
- Ulla Jessen
- Gertie Jung
- Otto Brandenburg
- Birgitte Federspiel
- Holger Juul Hansen
- Jørgen Kiil
- Puk Schaufuss
- Kirsten Peüliche
- Kirsten Rolffes
- Beatrice Palner
- Lene Brøndum
- Pia Jondal
- Jannie Faurschou
- Volmer-Sørensen
- Ove Sprogøe
- Gotha Andersen
- Holger Vistisen
- Lise Schrøder
- Ebba With
- Jørgen Reenberg
- Jens Okking
- Valsø Holm
- Pernille Grumme
- Jesper Christensen
- Henrik Larsen
- Ulla Asbjørn Andersen
- Axel Strøbye
- Sven-Ole Thorsen
- Torben Bille